# Chi comanda il mondo
Chi comanda il mondo è un singolo del cantautore pop italiano Povia, che precede l'album di cui fa parte, Nuovo Contrordine Mondiale, autoprodotto dal cantautore nell'anno seguente, 2016.

## Video
Il video è scritto e diretto da Marco Carlucci, e quasi interamente girato con green screen e computer grafica, mostrando ambienti distopici con colori predominanti, dove si riconoscono fabbriche, campi di concentramento, megalopoli, ecc..

## Temi
Il brano tratta temi politici, denuncia la dittatura attuale, comparata al nazismo, travestita da democrazia e libertà, e attacca in generali i potenti del mondo, che fanno soffrire il popolo succube. In particolare attacca l'Europa e le banche..
Ci sono anche delle metafore, come la torre di Babele, paragonata alla Eurotower, che simboleggia l’arroganza dell’uomo nel voler raggiungere Dio per eguagliarlo, e l’euro stesso rappresenta un’arroganza della finanza speculativa nel volersi sostituire alla ricchezza reale della natura stessa.

## Colonna sonora
La canzone fa parte della colonna sonora del film documentario La centesima scimmia - The Hundredth Monkey, sempre di Marco Carlucci.

## Tracce
1. Stare bene – 5:36